# Shape of My Heart (chanson de Sting)
Pour les articles homonymes, voir Shape of My Heart.
Singles de Sting
Fields of Gold
(1993) It's Probably Me
(1994)
Pistes de Ten Summoner's Tales
Everybody Laughed But You Something the Boy Said
Shape of My Heart est une chanson de Sting sortie en 1993 et issue de l'album Ten Summoner's Tales. Elle a été écrite par son guitariste Dominic Miller. 
À travers cette œuvre, Sting a voulu raconter l'histoire d’un joueur de cartes, « d'un homme qui aime jouer de manière générale, mais qui ne joue pas pour l'argent ou même pour gagner, mais pour défier constamment les lois de la logique, les lois de la chance et du hasard. Il joue pour ça, et rien que pour ça. Pour repousser ses propres limites. Il aime notamment jouer au poker parce que dans ce jeu, il ne faut surtout rien montrer de ses émotions. »[réf. nécessaire].
Luc Besson a utilisé ce titre comme générique de fin de son film Léon avec Jean Reno et Natalie Portman.

## Reprises (hors "samples")
- 2Cellos en ont fait une reprise en 2014.
- Dominic Miller l'a enregistré de son propre côté en version salsa/timba/latin jazz avec Manolito Simonet sur l'album Hecho En Cuba (en 2016).
- Grand Corps Malade a fait une reprise en 2022, utilisant la mélodie de la chanson de Sting sur laquelle il a posé son texte de "Dimanche Soir", dans l'émission Fanzine, accompagné par Waxx & C. Cole qui ont réalisé l'arrangement.

## Samples
Morceaux "samplant" Shape of My Heart :
| Artiste                  | Chanson                                         | Album                      | Année | Commentaires |
| ------------------------ | ----------------------------------------------- | -------------------------- | ----- | ------------ |
| Nas                      | The Message                                     | It Was Written             | 1996  |              |
| Monica                   | Take Him Back                                   | The Boy Is Mine            | 1998  |              |
| Blaque                   | Release Me                                      | Blaque                     | 1999  |              |
| Hikaru Utada             | Never Let Go                                    | First Love                 | 1999  |              |
| Carl Thomas              | Emotional                                       | Emotional                  | 2000  |              |
| Lil' Zane                | Ways of the World                               | Young World: The Future    | 2000  |              |
| Brainpower               | Je Moest Waarschijnlijk Gaan                    |                            | 2001  |              |
| Craig David              | Rise & Fall                                     | Slicker Than Your Average  | 2002  |              |
| Sugababes                | Shape                                           | Angels with Dirty Faces    | 2002  |              |
| Rain                     | Ways to Avoid the Sun                           |                            | 2003  |              |
| Shontelle                | I Crave You                                     | Shontelligence             | 2008  |              |
| Pastor Troy              | For My Soldiers                                 | Attitude Adjuster          | 2008  |              |
| Fababy                   | Fuck l’Amour                                    | La symphonie Des Chargeurs | 2012  |              |
| Nujabes et Shing02       | Luv(sic), Pt. 5 (feat. Shing02)                 | Luv(sic) Hexalogy          | 2015  |              |
| Kyndall                  | Bullet                                          | Still Down                 | 2015  |              |
| Juice WRLD               | Lucid Dreams                                    | Goodbye & Good Riddance    | 2018  |              |
| Russ                     | Parkstone Drive                                 | Zoo                        | 2018  |              |
| Helio Baiano, Anna Joyce | Safadeza (Plagiat ? Sting n'est pas crédité...) |                            | 2023  |              |